# 6750 Katgert
6750 Katgert este un asteroid din centura principală de asteroizi.

## Descriere
6750 Katgert este un asteroid din centura principală de asteroizi. A fost descoperit pe 24 martie 1971 la Observatorul Palomar de Cornelis Johannes van Houten, Ingrid van Houten-Groeneveld și Tom Gehrels. Asteroidul prezintă o orbită caracterizată de o semiaxă mare de 3,01 ua, o excentricitate de 0,10 și o înclinație de 9,2° în raport cu ecliptica.